# Movimiento de Izquierda Revolucionaria (Chile)
Die Movimiento de Izquierda Revolucionaria MIR (Bewegung der revolutionären Linken) ist eine nach Selbstbezeichnung „revolutionäre marxistisch-leninistische“, faktisch aber eher an guevaristischen sowie maoistischen und trotzkistischen Konzepten und Analysen orientierte politische Partei in Chile.
Parteien und Gruppen mit dem gleichen Namen gibt oder gab es in Bolivien, Ecuador, Peru und Venezuela. In Chile spielte die MIR zwischen 1965 und Mitte der 1980er Jahre eine wichtige Rolle.

Flagge der MIR

## Geschichte und Programmatik
Die MIR wurde am 15. August 1965 in der Universität Concepción vom linken Flügel der Partido Socialista de Chile sowie aus trotzkistischen Gruppen stammenden Intellektuellen unter der Führung des Studenten Luciano Cruz Aguayo, Sohn eines Heeresoffizieres, und Miguel Enríquez gegründet, der Sohn des Universitätsrektors war. Enríquez war von 1967 bis zu seinem Tod 1974 Generalsekretär. In den späten 1960er und frühen 1970er Jahren erlebte Chile unter den Präsidenten Eduardo Frei Montalva und Salvador Allende eine extreme politische Polarisierung. Neben der Gründung der Partido Nacional und dem Linksschwenk der Partido Socialista war die Gründung der MIR Ausdruck dieser Polarisierung.
Die MIR verstand sich als Avantgarde der Arbeiterklasse und versuchte seit dem 2. Parteikongress 1967 durch den bewaffneten Kampf eine kommunistische Revolution zu erreichen. Über eine Basis verfügte die Organisation zunächst vor allem an den Universitäten, später auch in den Armenvierteln und unter den Landarbeitern; in diesen Bereichen verfügte die MIR mit der Movimiento Universitario de Izquierda, den Juntas de Pobladores Revolucionarios und der Movimiento de Campesinos Revolucionarios über relativ bedeutende Vorfeldorganisationen; in den Industriebetrieben und Minen war die MIR (bzw. ihre Frente de Trabajadores Revolucionarios) relativ schwach.
Auch nach der Wahl des sozialistischen Präsidenten Allende 1970 blieb die MIR dem Staat gegenüber kritisch bis feindlich eingestellt und ging davon aus, dass auch mit einer von Sozialisten geführten Regierung die Gesellschaft weiterhin eine auf revolutionärem Wege zu überwindende Klassengesellschaft darstellen würde. Die MIR trat dem politischen Linksbündnis Unidad Popular (UP) nicht bei, obwohl der zweite Mann in der Hierarchie, Pascal Allende, ein Neffe Salvador Allendes war. Auf Grund der guten persönlichen Beziehungen zwischen der MIR-Führung und Allende stellte die MIR zeitweise jedoch Allendes Leibwache. Als Allende im August 1973 zum zweiten Mal eine Reihe Generäle zu Ministern ernannte, kam es zum offenen Bruch zwischen MIR und UP-Regierung. Die MIR selber arbeitete mit dem linken, auf eine Intensivierung des revolutionären Prozesses drängenden Flügel der UP – Teilen der Sozialisten, der MAPU und der Izquierda Cristiana de Chile – eng zusammen, während das Verhältnis zur von der MIR als „revisionistisch“ und „reformistisch“ bezeichneten KP Chiles sehr spannungsreich war.
Bis zu den spektakulären Anschlägen der FPMR in den 1980er Jahren war die MIR die einzige linke Organisation, die nach dem Putsch in Chile 1973 im größeren Maße gewaltsam Widerstand gegen die Militärs leistete. Allerdings war ihr Kampf von Anfang an aussichtslos. Der MIR-Gründer Miguel Enríquez wurde am 5. Oktober 1974 in Santiago de Chile von Agenten der DINA erschossen. Danach leitete Pascal Allende die MIR. Infolge der Festnahme und Ermordung der meisten Führer und aktiven Mitglieder der Gruppe war die MIR niemals eine Gefahr für das Regime, obwohl sie bis in die 1980er hinein Jahre Anschläge verübte und einige Regierungsvertreter ermordete. Unter dem Druck der Repression und nach ideologischen Kämpfen um die Erneuerung der Partido Socialista zerfiel die MIR, die nach eigenen Angaben in der Zeit der Militärdiktatur zwischen 1500 und 2000 Opfer zu beklagen hatte, danach in mehrere Fraktionen. Parallel entstanden andere linke Widerstandsgruppen, darunter die ursprünglich moskautreu kommunistische Frente Patriótico Manuel Rodríguez (FPMR), die 1986 ein Attentat auf Pinochet verübte. Nach der Transition wurde die MIR wiedergegründet und ist heute Mitglied des Parteienbündnisses Juntos Podemos Más.
Offizielle Zeitschrift der MIR ist der El Rebelde, der MIR nahestehend ist die Jugendorganisation Juventud Rebelde Miguel Enríquez (JRME).
Der Erforschung der Geschichte der MIR widmet sich das parteiunabhängige Centro de Estudios “Miguel Enríquez” (CEME).

### Landbesetzungen durch die MIR
Kurz nach der Wahl des sozialistischen Präsidenten Allende kam es durch Mitglieder der MIR zu Landbesetzungen im Süden von Chile. Im Vorgriff zur angekündigten Landreform der Sozialisten wollten die Aktivisten der MIR selbst die Landverteilung an die arme Landbevölkerung vorantreiben. Bei den gewaltsamen Besetzungen („toma“) vertrieben Mitglieder der MIR, MCR sowie sozialistisch geprägte Angehörige der Mapuche Großgrundbesitzer und Landeigentümer von ihren Höfen. Aufsehen erregte der Fall des Landgutes Rucalán in der Provinz Cautín nahe der Kleinstadt Carahue. Die am 20. Dezember 1970 zur Nachtzeit vertriebene Familie des Grundbesitzers Landerretche kehrte am 24. Dezember 1970 zurück, um sich ebenfalls mit Waffengewalt ihr Eigentum wieder zurückzuerobern. Im Gegensatz zu den Aktivisten der MIR wurden die Grundbesitzer nach der Rückeroberung („retoma“) jedoch von der Polizei verhaftet. Der Fall sorgte landesweit für Unruhe, da viele Großgrundbesitzer um ihr Eigentum fürchteten. Das Gut Rucalán blieb bis zum Militärputsch von Augusto Pinochet im Besitz der Mapuche-Gemeinschaft Nicolás Ailío. Die Landbesetzungen waren nie von der chilenischen Verfassung gedeckt, wurden jedoch im Rahmen von Enteignungsverfahren durch die sozialistische Regierung Allendes nachträglich legalisiert.

### Die MIR und die Bundesrepublik Deutschland
In den 1970er Jahren wurde die MIR von verschiedenen linken Organisationen in der Bundesrepublik unterstützt, so vom Kommunistischen Bund (KB) wie auch von anderen Organisationen der Neuen Linken, welche sich mit der MIR in der Ansicht einig waren, dass es keinen parlamentarischen Weg zum Sozialismus geben könne.
Eine innenpolitische Auseinandersetzung in der Bundesrepublik um die Frage der Gewährung politischen Asyls für 14 nach durch Folter erpressten Geständnissen vom chilenischen Regime zum Tode verurteilten MIR-Mitgliedern entzündete sich 1987, als mehrere SPD-regierte Bundesländer, Außenminister Hans-Dietrich Genscher und CDU-Politiker wie Norbert Blüm und Heiner Geissler sich für die Aufhebung der Todesurteile und die Ausreise der 14 einsetzten, was von anderen Unionspolitikern abgelehnt wurde.

### Operation Condor und der Bundesnachrichtendienst
Die MIR und ihre Aktivisten standen in den 1970er und 1980er Jahren im Fokus der Operation Condor und des chilenischen Geheimdienstes DINA. Der chilenische DINA-Mitarbeiter Willeke stellte in den 1980er Jahren über Mitglieder der Colonia Dignidad Kontakt zum Bundesnachrichtendienst (BND) her. Der BND und DINA tauschten Listen verdächtiger Mitglieder der Movimiento de Izquierda Revolucionaria (MIR) und anderer südamerikanischer Dissidenten aus.